# 潘布朗
潘布朗（法語：Painblanc，法語發音：[pɛ̃blɑ̃]）是法国科多尔省的一个市镇，属于博讷区。

## 地理
潘布朗（47°8'50"N, 4°37'39"E）面积9.15 平方千米，位于法国勃艮第-弗朗什-孔泰大區科多尔省，该省份为法国中东部省份，北起奥布省，西接涅夫勒省和约讷省，南至索恩-卢瓦尔省，东南接汝拉省，东临上索恩省，东北部与上马恩省接壤。
与潘布朗接壤的市镇（或旧市镇、城区）包括：圣萨比娜、屈莱特尔、欧克桑、维克代普雷、乌什河畔托雷、乌什河畔布利尼、绍德奈城、屈西勒沙泰勒。

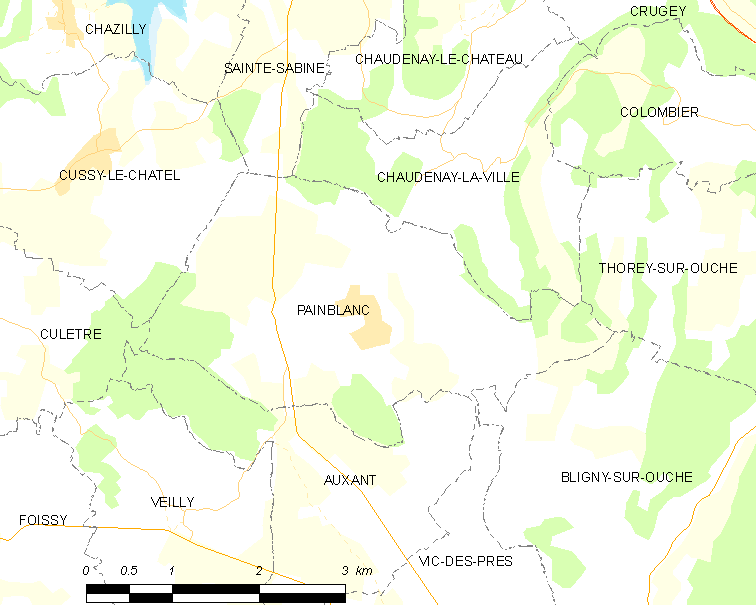
潘布朗的OSM定位图

潘布朗的时区为UTC+01:00、UTC+02:00（夏令时）。

## 行政
潘布朗的邮政编码为21360，INSEE市镇编码为21476。

## 政治
潘布朗所属的省级选区为阿尔奈勒迪克县。

## 人口

1962-2008年间潘布朗人口变化图示

潘布朗于2022年1月1日时的人口数量为169人。